# Episodi di Outlander (quarta stagione)
La quarta stagione della serie televisiva Outlander, composta da 13 episodi, è stata trasmessa sul canale statunitense Starz dal 4 novembre 2018 al 27 gennaio 2019.
In Italia, la stagione è andata in onda sul canale satellitare Fox Life dal 9 novembre 2018 al 1º febbraio 2019.
Il cast principale di questa stagione è formato da: Caitríona Balfe, Sam Heughan, John Bell, Edward Speleers, César Domboy, Lauren Lyle, Maria Doyle Kennedy, Colin McFarlane, Natalie Simpson, Sophie Skelton, Richard Rankin, Tantoo Cardinal, Duncan Lacroix, David Berry, Caitlin O'Ryan, Steven Cree, Nell Hudson, Tobias Menzies, Braeden Clarke, Gregory Dominic Odjig, Billy Boyd, Carmen Moore, Tom Jackson, Yan Tual, Sera-Lys McArthur.
| nº | Titolo originale      | Titolo italiano           | Prima TV USA     | Prima TV Italia  |
| -- | --------------------- | ------------------------- | ---------------- | ---------------- |
| 1  | America the Beautiful | America the Beautiful     | 4 novembre 2018  | 9 novembre 2018  |
| 2  | Do No Harm            | Non nuocere               | 11 novembre 2018 | 16 novembre 2018 |
| 3  | The False Bride       | La ricerca della felicità | 18 novembre 2018 | 23 novembre 2018 |
| 4  | Common Ground         | Punti in comune           | 25 novembre 2018 | 30 novembre 2018 |
| 5  | Savages               | Selvaggi                  | 2 dicembre 2018  | 7 dicembre 2018  |
| 6  | Blood of My Blood     | Sangue del mio sangue     | 9 dicembre 2018  | 14 dicembre 2018 |
| 7  | Down the Rabbit Hole  | Nella tana del coniglio   | 16 dicembre 2018 | 21 dicembre 2018 |
| 8  | Wilmington            | Wilmington                | 23 dicembre 2018 | 28 dicembre 2018 |
| 9  | The Birds & The Bees  | Le api e il miele         | 30 dicembre 2018 | 4 gennaio 2019   |
| 10 | The Deep Heart's Core | Nel profondo del cuore    | 6 gennaio 2019   | 11 gennaio 2019  |
| 11 | If Not For Hope       | Speranze                  | 13 gennaio 2019  | 18 gennaio 2019  |
| 12 | Providence            | Provvidenza               | 20 gennaio 2019  | 25 gennaio 2019  |
| 13 | Man of Worth          | Un uomo di valore         | 27 gennaio 2019  | 1º febbraio 2019 |

## America the Beautiful
- Titolo originale: America the Beautiful
- Diretto da: Julian Holmes
- Scritto da: Matthew B. Roberts e Toni Graphia

### Trama
Sono passati alcuni mesi dal naufragio e Claire e Jamie sono in North Carolina. Hayes viene condotto al patibolo per aver ucciso un marito geloso, seppur per legittima difesa; il magistrato non mostra per lui alcuna clemenza; Jamie fa di tutto per aiutarlo e progetta persino di farlo fuggire subito prima dell'esecuzione, ma lui preferisce subire onorevolmente il suo destino, anche per non mettere in pericolo i suoi amici, chiede solo di morire con il saluto sorridente di un amico come ultima immagine. Jamie adempie al suo compito ma Lesley crea del caos con una reazione scomposta alla morte dell'amico fraterno, ed è un altro condannato a morte a riuscire a fuggire tra la folla: Stephen Bonnet.
Intanto si pensa a dare a Gavin la giusta sepoltura in un vero cimitero dato che non potrà mai più tornare in Scozia, almeno la sua anima avrà così il giusto conforto in un terreno consacrato. Mentre scavano la buca Ian deve fare i conti con i ricordi delle violenze subite da Geillis durante il rapimento e sono le parole di Jamie che lo aiutano a superarlo, nel frattempo Stephen Bonnet compare loro sotto il sudario di Hayes e chiede aiuto in nome del defunto, Jamie pur avendo un brutto presentimento si lascia convincere a portarlo oltre la zona controllata dalle guardie che miracolosamente non si accorgono di nulla al posto di blocco.
Al loro ritorno a Wilmington, Jamie e Claire vendono una delle gemme del tesoro dell'Isola delle Foche a un ospite della cena dal governatore Tryon, che intanto offre a Jamie in cambio della sua fedeltà alla corona una certa quantità di terreno da gestire e far colonizzare. Claire mette sull'avviso Jamie della futura rivoluzione che li porterebbe dal lato sbagliato della storia ancora una volta in previsione della vittoria degli americani. La decisione è rimandata, intanto, Marsali e Fergus comunicano di aspettare un bambino e preferiscono stabilirsi a Wilmington fin alla sua nascita mentre Claire e Jamie decidono di non tornare in Scozia ma di restare in America. Così Claire e Jamie con il giovane Ian e un cane lupo più lupo che cane, di nome Rollo si recano via fiume alla volta di River Run la tenuta di zia Jocasta sorella della madre di Jamie, Hellen MacKenzie. Mentre sono in viaggio sul fiume Jamie dona a Claire una cassetta da medico in occasione del loro anniversario. Entrambi riflettono sul valore del loro amore al di là del tempo e dei beni materiali e Claire sottolinea quanto la fede d'argento del loro matrimonio che l'ha accompagnata anche durante la loro separazione sia per lei un tesoro oltremodo prezioso. Stephen Bonnet a conoscenza delle pietre in loro possesso organizza un agguato e li deruba di esse costringendo Claire a dargli anche i suoi anelli, Claire che non molla mai, pur di non consegnarleli, prova a ingoiarli ma purtroppo riesce a tenerne uno solo. Per tentare di difendere Claire, Lesley viene ucciso.
- Durata: 60 minuti
- Guest star: Keith Fleming (Lesley), James Allenby-Kirk (Hayes), Tim Downie (Governatore William Tryon), Grant Stott (Capitano Freeman), Leon Herbert (Eutroclus), Rainer Sellien (Barone Penzler), Chris Donald (Phillip Wylie), Ainsley Jordan (Judith Wylie), Graeme Stirling (Signor Stanhope), Geoffrey Newland (Signor Lillington), Peter Collins (Sergente Heyns), James Ringer Beck (Soldato semplice Griswold), Simon Dondaldson (Capitano della guardia).
- Ascolti USA: telespettatori 1 080 000 – rating 18-49 anni 0,2%[3]

## Non nuocere
- Titolo originale: Do No Harm
- Diretto da: Julian Holmes
- Scritto da: Karen Campbell

### Trama
Jamie, Claire, e il giovane Ian giungono finalmente a River Run, la tenuta della zia di Jamie, Jocasta MacKenzie Cameron. Claire si sente da subito a disagio a causa della presenza di schiavi nella proprietà, così quando zia Jocasta dichiara di voler nominare Jamie come suo erede, Claire lo convince a liberarli una volta che il passaggio di proprietà sarà avvenuto. Ma non appena Jamie comunica la loro intenzione alla zia, questa molto preoccupata al riguardo lo fa parlare con il suo amico Farquard Campbell, esperto di legge, che tenta di convincerlo della fallibilità di una simile impresa. Nel frattempo, uno schiavo di River Run attacca un supervisore bianco, ma quando Claire e Jamie arrivano per aiutare il supervisore, trovano lo schiavo ferito più gravemente e in procinto di essere giustiziato, così lo portano via per curarlo sottraendolo all'impiccagione. Tuttavia, questo scatena l'ira non solo del supervisore e degli uomini presenti in quel momento, ma anche di molti altri abitanti nelle vicinanze. Perciò, nonostante Claire riesca a curare le ferite del giovane schiavo, quando una folla inferocita si presenta a River Run, minacciando la tenuta e i suoi abitanti, è costretta a praticargli l'eutanasia con delle erbe sciolte nel tè per evitare che debba soffrire delle torture. A quel punto, Claire consegna il corpo senza vita del ragazzo, che viene impiccato brutalmente davanti a tutti.
- Durata: 55 minuti
- Guest star: James Barriscale (Farquard Campbell), Craig McGinlay (MacNeill), Lee Boardman (Tenente Wolff), Brian Ferguson (Lucius Gordon), Cameron Jack (Sorvegliante Byrnes), Gerry Kielty (Kyle), Jerome Holder (Rufus), Joel Okocha (Thomas), Mercy Ojelade (Mary), Grant Stott (Capitano Freeman), Leon Herbert (Eutroclus), Kyle Rees (John Quincy Myers).
- Ascolti USA: telespettatori 870 000 – rating 18-49 anni 0,1%[4]

## La ricerca della felicità
- Titolo originale: The False Bride
- Diretto da: Ben Bolt
- Scritto da: Jennifer Yale

### Trama
Con la disapprovazione di zia Jocasta, Jamie e Claire decidono di lasciare River Run e di rifarsi una propria vita da un'altra parte. Perdutasi nella foresta durante una tempesta, Claire trova un teschio umano e subito dopo vede apparirle il fantasma di un Indiano. Il mattino seguente lei e Jamie seguono delle misteriose impronte che li fanno riunire e Claire nota delle moderne otturazioni d'argento nella dentatura del teschio, che indicano senza dubbio che esso apparteneva ad un viaggiatore nel tempo. Proseguendo il loro viaggio arrivano ad un tratto di terra bellissimo e decidono di reclamarlo come proprio, accettando l'offerta del governatore. Nel 1970 intanto Brianna e Roger si rivedono dopo molto tempo e intraprendono un viaggio per il North Carolina del loro tempo, dove ci sarà un festival scozzese in cui si riuniscono i vari clan. In questa occasione emergono chiaramente i sentimenti reciproci dei due e così Roger fa la proposta di matrimionio a Bree, ma lei non si sente pronta per questo passo importante e ne nasce una furiosa litigata.
- Durata: 57 minuti
- Guest star: Kyle Rees (John Quincy Myers), Iona Claire (Fiona Graham), Ciaron Kelly (Ernie), Jamie Scott Gordon (Artista), David Brown (Annunciatore del clan), Kirsty Stuart (Annunciatrice del ceilidh), Trevor Carroll (Ta'wineonawira "Dente di Lontra").
- Ascolti USA: telespettatori 861 000 – rating 18-49 anni 0,1%[5]

## Punti in comune
- Titolo originale: Common Ground
- Diretto da: Ben Bolt
- Scritto da: Joy Blake

### Trama
Jamie firma l'accordo con il governatore Tryon, e si stabilisce con Claire in quello che ribattezza come Fraser's Ridge. Nei primi tempi del soggiorno la coppia viene infastidita dapprima da un gruppo di guerrieri Cherokee che abita nelle vicinanze e che reclama i propri confini, e in seguito da una bestia che sembra essere un orso molto feroce. Una notte la bestia attacca un loro amico e Jamie esce a cercarla, mentre Claire cerca di curare le ferite dell'uomo, ma viene attaccato lui stesso; durante la colluttazione Jamie riesce comunque ad uccidere l'orso nonostante sia in difficoltà e scopre così che si trattava in realtà di un uomo e, portandolo al villaggio dei Cherokee in segno di pace, viene a sapere la sua storia: era uno di loro ma fu esiliato per stupro dalla comunità, impazzendo così a causa dell'isolamento. Grazie a questo gesto Jamie conquista la fiducia della tribù e stabiliscono un accordo di reciproca convivenza in pace. Nel 1971, Roger leggendo un libro scopre dell'esistenza dell'insediamento di Fraser's Ridge e con qualche ricerca trova le prove che Claire ha ritrovato Jamie nel passato e hanno vissuto felici insieme; il ragazzo decide così di chiamare Brianna per comunicarle la bella notizia sui suoi genitori, ma a causa del litigio di mesi prima dal quale non si sono più parlati, c'è ancora troppa tensione tra loro per chiarire e la telefonata finisce subito. In seguito Roger scopre però che la coppia rimase uccisa in un incendio della tenuta e decide inizialmente di non rivelarlo a Bree. Quando cambia idea e le ritelefona però è troppo tardi, infatti scopre che nel frattempo la ragazza è partita per la Scozia da due settimane lasciando detto che sarebbe andata a "trovare sua madre."
- Durata: 56 minuti
- Guest star: Kyle Rees (John Quincy Myers), Tim Downie (Governatore William Tryon), Iona Claire (Fiona Graham), Colin Michael Carmichael (Peter), Flint Eagle (Tskili Yona), Simona Brown (Gayle), Will Strongheart (Tawodi), Wesley French (Capo Nawohali), Crystle Lightning (Giduhwa).
- Ascolti USA: telespettatori 960 000 – rating 18-49 anni 0,2%[6]

## Selvaggi
- Titolo originale: Savages
- Diretto da: Denise Di Novi
- Scritto da: Bronwyn Garrity

### Trama
Claire aiuta Petronella Müller, una ragazza di origini tedesche che abita nelle vicinanze con la sua famiglia, a partorire e tutto va per il meglio. Tuttavia poco tempo dopo essere tornata a Fraser's Ridge Claire scopre che la ragazza, la bimba appena nata e suo cognato sono morti per il morbillo. Gerhard Müller, il padre della ragazza, distrutto dal dolore è convinto però sia in realtà tutta colpa dei Cherokee, credendo che la mattina del parto, quando li ha visti raccogliere dell'acqua dal torrente davanti alla sua proprietà, abbiano lanciato una maledizione sulla sua famiglia; ecco perché in cerca di vendetta scuoia Adawehi, la guaritrice della tribù indiana, amica di Claire. Gli Indiani contrattaccano uccidendo a loro volta Gerhard e sua moglie, scagliando frecce infuocate sulla loro abitazione. 
Nel frattempo Jamie, che è andato a Wilmington in cerca di coloni per coltivare le terre della sua tenuta, ritrova Murtagh, che non vede dai tempi di Ardsmuir e che ora è un maniscalco in città. Nel 1971 Roger ricostruisce gli spostamenti di Brianna fino ad Inverness, dove trova una lettera che lei aveva lasciato da recapitargli però  ad un anno di distanza: la ragazza ha attraversato le pietre perché è venuta a conoscenza dell'incendio e vuole avvertire i genitori, ma chiede a Roger di non seguirla.
- Durata: 52 minuti
- Guest star: Urs Rechn (Gerhard Müller), Nicola Ransom (Rosewitha Müller), David Christopher Roth (Tommy Müller), Marie Hacke (Petronella Müller), Hilary Lyon (Patty Baird), Stuart McQuarrie (Tim Baird), Will Strongheart (Tawodi), Laura Ferries (Hester), Martin Donaghy (Bryan Cranna), Josh Whitelaw (Ethan MacKinnon), Samuel Pashby (Danny Graham), Albert Welling (Pastore Gottfried).
- Ascolti USA: telespettatori 958 000 – rating 18-49 anni 0,2%[7]

## Sangue del mio sangue
- Titolo originale: Blood of My Blood
- Diretto da: Denise Di Novi
- Scritto da: Shaina Fewell

### Trama
Lord John Grey, diretto in Virginia per un nuovo incarico, passa da Fraser's Ridge per trovare il suo vecchio amico Jamie, in compagnia del giovane William, ormai diventato un ragazzo. I due si fermano per qualche giorno ospiti dei Fraser e in quel periodo Murtagh scopre che William è figlio di Jamie in realtà, ma acconsente a mantenere il segreto con il ragazzo. Durante il soggiorno Lord John si rivela gravemente ammalato, colpito anche lui dall'epidemia di morbillo esplosa in una zona vicina. Per evitare il contagio Jamie porta William a caccia e pesca nella foresta, mentre Claire cura John cercando di salvargli la vita. Una mattina William scatena la rabbia di alcuni Indiani prendendo un pesce nel loro territorio e da una delle loro trappole; Jamie è disposto a sacrificarsi addossandosi le colpe per proteggere il ragazzo, ma il coraggio ed onestà di William di ammettere le proprie colpe e farsi avanti, li salva entrambi. Intanto John si rimette del tutto e Jamie deve dolorosamente separarsi di nuovo da William.
- Durata: 57 minuti
- Guest star: Oliver Finnegan (Lord William Ransom), Ajuawak Kapashesit (Corvo dei Keowee), Jacob Pratt (Guerriero Cherokee).
- Ascolti USA: telespettatori 1 040 000 – rating 18-49 anni 0,2%[8]

## Nella tana del coniglio
- Titolo originale: Down the Rabbit Hole
- Diretto da: Jennifer Getzinger
- Scritto da: Shannon Goss

### Trama
Brianna inizia il suo cammino in Scozia dopo aver attraversato le pietre, ma si storce la caviglia e finisce con il collassare per lo sforzo ed il freddo vicino al l'abitazione di Laoghaire, la quale la trova e la porta a casa propria. Roger segue Bree attraversando a sua volta le pietre, e nonostante sia partito due settimane dopo, arriva per primo al porto, dove si unisce all'equipaggio di Stephen Bonnet per poter raggiungere l'America. Durante il suo soggiorno presso la casa di Laoghaire, Brianna ricorda spesso dei momenti passati con il padre Frank, in particolare prima della sua morte. Inizialmente Laoghaire è molto gentile con la ragazza e l'aiuta a rimettersi in forze, ma quando scopre la sua vera identità e cioè che si tratta della figlia di Jamie e Claire, la donna impazzisce in preda alla rabbia e la rinchiude in una stanza minacciandola di farla processare per stregoneria come fece con sua madre. La figlia minore di Laoghaire, Joan, per fortuna però libera Brianna e la conduce a Lallybroch, dove la ragazza fa la conoscenza dello zio Ian, il marito di Jenny la quale invece non c'è perché è andata ad aiutare per un parto.
Intanto durante la sua traversata verso il Nuovo Mondo, Roger prova ad aiutare una ragazza, Morag MacKenzie, e il suo bambino appena nato, che si rivelano essere dei suoi antenati, nascondendoli sottocoperta per evitare che Bonnet li getti in mare, come fa con chiunque abbia dei segni sul viso e sia sospettato di avere i sintomi del Vaiolo; infatti il bambino non è malato ma ha uno sfogo che potrebbe insospettire il capitano. Brianna viene invece accompagnata al porto dallo zio e lì prende con sé una giovane serva, Lizzie Wemyss, dopo le suppliche del padre che la vuole far fuggire da un uomo molto più grande che la pretende in moglie; così Bree compra un passaggio verso l'America per entrambe.
- Durata: 57 minuti
- Guest star: Iona Claire (Fiona Buchan), Layla Burns (Joan MacKimmie), Gemma Fray (Brianna da giovane), Elysia Welch (Morag MacKenzie), Caoimhe Clough (Isobeail), Alec Newman (Joseph Wemyss), Caitlin Ward (Marion).
- Ascolti USA: telespettatori 1 120 000 – rating 18-49 anni 0,2%[9]

## Wilmington
- Titolo originale: Wilmington
- Diretto da: Jennifer Getzinger
- Scritto da: Luke Schelhaas

### Trama
Dopo una lunga ricerca Roger trova finalmente Brianna, giunta anche lei a Wilmington. I due si dichiarano a vicenda il proprio amore e fanno la cerimonia della legatura delle mani per scambiarsi i voti nuziali, prima di fare l'amore. Ma non appena Brianna scopre che lui era a conoscenza della morte dei suoi genitori e non glielo ha riferito subito, i due litigano animatamente allontanandosi a vicenda, fino a quando Roger non se ne va lasciandola da sola. Claire e Jamie nel frattempo si trovano anch'essi a Wilmington per un invito a teatro da parte del governatore, e lì vengono presentati a George Washington; nella stessa serata Jamie viene a sapere che ci sarà a breve un'imboscata per catturare i Regolatori e Murtagh che ne è a capo. Lo scozzese vuole quindi aiutare il suo padrino a mettersi in salvo e con uno stratagemma interrompe lo spettacolo, spostando l'attenzione su un uomo, Edmund Fanning, che necessita di un'operazione chirurgica di emergenza, della quale si occupa Claire, mentre Jamie manda segretamente Fergus ad avvertire Murtagh. 
Quella stessa sera Brianna, dopo il litigio con Roger, torna alla locanda dove soggiorna, ma qui incontra Stephen Bonnet, al dito del quale riconosce l'anello matrimoniale che questi rubò a sua madre; la ragazza si offre quindi di comprarglielo, ma con l'inganno Bonnet la porta in un'altra stanza per contrattare, e invece la stupra brutalmente, nell'indifferenza generale delle persone che sentono le sue urla ma la ignorano completamente.
- Durata: 51 minuti
- Guest star: Tim Downie (Governatore William Tryon), Martin Donaghy (Bryan Cranna), Edwin Flay (John Gillette), Samuel Collings (Edmund Fanning), Melanie Gray (Margaret Tryon), Simon Harrison (George Washington), Elizabeth Appleby (Martha Washington), Edward Fulton (Taverniere), Nolan Willis (Tom), Jack Reid (John Frohock), John Mackie (Malachi Fyke), Tom Hardwicke (Gotarzes), Tim Barrow (Vardanes), Kieran Baker (Lysias), Iain Wotherspoon (Chirurgo), Dylan Blore (Giovane uomo).
- Ascolti USA: telespettatori 910 000 – rating 18-49 anni 0,1%[10]

## Le api e il miele
- Titolo originale: The Birds & The Bees
- Diretto da: David Moore
- Scritto da: Matthew B. Roberts e Toni Graphia

### Trama
La mattina successiva alla sua aggressione, Brianna incontra finalmente per la prima volta Jamie a Wilmington, e può riunirsi anche con la madre, oltre a rivelar loro dell'incendio che sta per avvenire.
Roger invece va a cercare Brianna alla locanda ma incontra Bonnet che lo costringe a proseguire il viaggio con l'equipaggio fino all'ultimo porto, in quanto ormai ha preso un impegno unendosi ad esso; ma Bree una volta saputo dal locandiere che il ragazzo se ne è andato con una nave, pensa che lui si sia imbarcato per la Scozia per tornare alla loro epoca a causa del litigio. 
Intanto la famiglia, riunitasi, si reca a Fraser's Ridge dove Bree cerca di legare con Jamie e dimenticare l'aggressione. Tuttavia il malessere della ragazza è evidente agli occhi di Claire, la quale indovina che la figlia è incinta, così  Brianna si apre e finalmente racconta di essere stata stuprata e di non sapere di chi possa essere il bambino, e Claire racconta dell'aggressione a Jamie, omettendo però che la figlia sia stata anche con Roger. Quest'ultimo nel frattempo è determinato a ritrovare Brianna e così una volta finito il suo incarico con l'equipaggio, si reca a Fraser's Ridge, dove però lo vede Lizzie, la quale è convinta sia stato lui a fare del male a Brianna, a causa di un equivoco. Contemporaneamente Claire trova il proprio anello nuziale tra le cose della figlia e capisce che Stephen Bonnet è lo stupratore, come le conferma poi Bree. La ragazza però le spiega che il giovane Ian le ha raccontato della rapina da loro subita e di come Jamie avesse precedentemente aiutato Bonnet a fuggire, per questo fa promettere alla madre di non rivelare l'identità dell'aggressore a Jamie, per evitare che egli si senta in colpa e cerchi vendetta. Tuttavia quest'omissione non fa altro che aumentare gli equivoci e i segreti nella famiglia, infatti Jamie trovato Roger nella foresta, credendo sia lo stupratore, lo picchia a sangue lasciandolo privo di sensi e dicendo al giovane Ian di sbarazzarsene, ma senza ucciderlo perché non vuole che diventi un assassino, il tutto senza raccontare nulla a Claire e Bree.
- Durata: 56 minuti
- Guest star: Grant Stott (Capitano Freeman), Leon Herbert (Eutroclus), Edward Fulton (Taverniere), Duncan Airlie-James (Uomo della banda), Andrew McIntosh (Peter).
- Ascolti USA: telespettatori 1 007 000 – rating 18-49 anni 0,1%[11]

## Nel profondo del cuore
- Titolo originale: The Deep Heart's Core
- Diretto da: David Moore
- Scritto da: Luke Schelhaas

### Trama
Roger è prigioniero di alcuni Indiani, ma si ripromette di fuggire per tornare da Brianna. Nel frattempo, la ragazza, all'oscuro di tutto, riflette sulla possibilità di abortire, che all'epoca è alquanto pericoloso come l'avverte Claire. 
In seguito all'ennesimo incubo che Brianna fa, Lizzie nel tentativo di calmarla le rivela dell'aggressione da parte di Jamie allo stupratore. In questo modo Bree realizza lo scambio di persone che c'è stato e scopre ciò che Jamie ha fatto a Roger. Ne nasce una lite familiare durante la quale i vari segreti fuoriescono e Jamie scopre che la figlia è stata anche con Roger prima dell'aggressione e per questo non sa di chi sia il bambino, e anche che il vero stupratore è Stephen Bonnet; inoltre il giovane Ian rivela di aver venduto Roger a una tribù indiana chiamata Mohawk, che era lì solo di passaggio e che vive nello stato di New York, a quattro mesi di distanza da loro. Perciò, essendo escluso che Brianna possa mettersi in viaggio essendo incinta ed avendo deciso di tenere il bambino, la ragazza fa promettere alla madre di andare con Jamie ed il giovane Ian, a cercare Roger, anche perché se lui rivedesse coloro che lo hanno aggredito e venduto probabilmente fuggirebbe.
Invece Murtagh accompagna Brianna e Lizzie alla tenuta di zia Jocasta, a cui Jamie scrive una lettera, spiegandole a grandi linee la situazione e chiedendole che si prenda cura della figlia, durante la loro assenza.
Nel mentre Roger riesce a fuggire dagli indiani e mentre corre nella foresta si imbatte in un'imponente pietra, che lo chiama a sé ed è chiaramente un passaggio come quello di Craigh Na Dun, e valuta se tornare indietro nel tempo, dilaniato dalla possibilità di mettersi in salvo e il dover però così lasciare Brianna.
- Durata: 51 minuti
- Guest star: James MacKenzie (Caleb).
- Ascolti USA: telespettatori 1 160 000 – rating 18-49 anni 0,2%[12]

## Speranze
- Titolo originale: If Not For Hope
- Diretto da: Mairzee Almas
- Scritto da: Shaina Fewell e Bronwyn Garrity

### Trama
Roger decide di rimanere nel passato, ma viene catturato nuovamente dai Mohawk. 
A River Run, Jocasta ha accolto Brianna ma progetta di cercarle un marito, infatti organizza una cena a cui invita parecchi suoi amici e conoscenti scapoli, come potenziali pretendenti per la ragazza. 
Anche Lord John Grey, a cui Jamie ha chiesto di assicurarsi che la figlia stia bene in sua assenza, si reca alla cena e in tale occasione scopre che Brianna è incinta; quella stessa notte Brianna vede Lord John fare sesso con un altro ospite, il Giudice Alderdyce.
Quando l'indomani mattina Bree viene a sapere che Gerald Forbes le vuole fare la proposta di matrimonio e ha già ottenuto la benedizione della zia, Brianna chiede a John di sposarla, inizialmente anche provando a minacciarlo di rivelare a tutti ciò che ha visto la notte prima, davanti al suo rifiuto. Dopo la loro conversazione, Lord John però si rende conto di quanto la ragazza sia disperata e interrompe giusto in tempo la proposta di Forbes, per annunciare a zia Jocasta che sposerà sua nipote.
Durante la ricerca di Roger, Jamie si sente molto in colpa per averlo picchiato e per le parole dure e gravi che ha rivolto a Brianna, inoltre è convinto di aver deluso anche la moglie, ma Claire lo rassicura e gli spiega che semplicemente lei era molto preoccupata e triste per Brianna, ma hanno sbagliato entrambi a nascondersi delle cose e gli dice che sicuramente Bree lo saprà perdonare.
- Durata: 56 minuti
- Guest star: Lee Boardman (Tenente Wolff), Martin Donaghy (Bryan Cranna), Andrew Steele (Giudice Alderdyce), Stuart McMillan (Capitano McPeters), Louise Oliver (Signorina Forbes), Maggie Macleod (Signora Alderdyce), Neil Thomas (Miliziano coloniale 1), Ewan Somers (Miliziano coloniale 2).
- Ascolti USA: telespettatori 1 270 000 – rating 18-49 anni 0,2%[13]

## Provvidenza
- Titolo originale: Providence
- Diretto da: Mairzee Almas
- Scritto da: Karen Campbell

### Trama
Quando Brianna viene a sapere che Bonnet si trova in carcere decide di andare a fargli visita, per cercare di perdonarlo e voltare pagina. Lord John quindi l'accompagna alla prigione di Wilmington e durante il colloquio Bree rivela al suo stupratore di essere rimasta incinta e gli giura che suo figlio sarà una brava persona a differenza sua e non saprà mai niente di lui. Contemporaneamente però Fergus, aiutato da altri Regolatori, assalta il carcere per far evadere Murtagh, e durante l'evasione incontra Lord John e Brianna. L'ufficiale inglese non denuncia Fergus, che scappa con Murtagh aiutato da Marsali, solo per rispetto della sua amicizia con Jamie e di Bree. Tuttavia poco prima che i Regolatori facciano saltare in aria la prigione, Bonnet trova per terra le chiavi cadute nella confusione generale e tenta di liberarsi.
Nel frattempo Roger nel villaggio dei Mohawk, stringe amicizia con un altro prigioniero, un sacerdote francese, che ha avuto una bambina da una donna indiana. Il prete non vuole battezzare la bimba, sentendosi un peccatore, e per questo ha scatenato l'ira dei Mohawk, che ben presto lo torturano col fuoco. Roger trova una possibilità di fuga ma, sentendo le urla dell'amico, vi rinuncia e torna indietro per porre fine alle sofferenze del sacerdote.
- Durata: 53 minuti
- Guest star: Martin Donaghy (Bryan Cranna), John Mackie (Malachi Fyke), Tim Chipping (Sergente Southworth), Mat Urey (Sergente Scott), Ryan Havelin (Caporale Benton).
- Ascolti USA: telespettatori 1 270 000 – rating 18-49 anni 0,2%[14]

## Un uomo di valore
- Titolo originale: Man of Worth
- Diretto da: Stephen Woolfenden
- Scritto da: Toni Graphia

### Trama
Mentre a River Run Brianna dà alla luce un bambino, Jamie, Claire e il giovane Ian arrivano al villaggio dei Mohawk nello stato di New York, dove chiedono di poter ricomprare la libertà di Roger. Tuttavia la tribù è spaventata dalla pietra che Claire porta al collo e senza dar loro spiegazioni li bandiscono dal villaggio. Poco dopo un gruppo indipendente di Mohawk raggiunge i Fraser per cercare di ottenere la pietra con la forza, ma dopo un primo scontro i due gruppi depongono le armi e gli indiani raccontano la storia del ciondolo: esso apparteneva ad un ex membro della tribù, vissuto molti anni prima, che parlava di provenire da un'altra epoca e che profetizzò la distruzione e la perdita del ricordo di tutte le tribù native d'America. Si tratta quindi dell'uomo che Claire aveva visto come spirito la notte che trovò un teschio di un uomo di un'epoca moderna durante la tempesta. Quest'uomo, soprannominato "Dente di Lontra", venne esiliato e poi ucciso da alcuni membri della tribù, perché ritenuto il vero responsabile dei combattimenti con l'uomo bianco. Tuttavia il sottogruppo di indiani crede a queste leggende e per questo i Fraser li convincono ad aiutarli a liberare Roger, in cambio della pietra e dell'aiuto a ricordare la loro gente in futuro.
Durante il tentativo di fuga però vengono scoperti e catturati: il capo tribù lascerebbe andare vivi gli stranieri ma non vuole cedere loro Roger senza uno scambio equo, così il giovane Ian si offre di restare al suo posto, evitando anche che tale destino tocchi a Jamie; il ragazzo resta quindi nella tribù e superando una prova di forza, si guadagna il rispetto dei locali.
Durante il viaggio di ritorno verso il North Carolina, Claire e Jamie raccontano a Roger tutto quello che è successo a Brianna dallo stupro alla gravidanza con paternità incerta, e gli chiedono di prendere una decisione: se restarle accanto e crescere un figlio forse non suo, o se andarsene via definitivamente.
Quando finalmente giungono a River Run, Brianna trova alla porta soltanto Claire e Jamie e ne è distrutta, ma poco prima che loro si trasferiscano a Fraser's Ridge, Roger arriva e le dichiara il suo amore e la decisione di crescere il bambino come loro figlio. 
Tuttavia il momento di felicità viene subito interrotto dall'arrivo di alcune giubbe rosse, che non stanno cercando Murtagh, fuggitivo e nascosto in casa, ma portano una lettera a Jamie da parte del Governatore Tryon, il quale gli ordina di dare la caccia ai Regolatori, e di uccidere Murtagh Fitzgibbons.
- Durata: 57 minuti
- Guest star: Trevor Carroll (Ta'wineonawira "Dente di Lontra"), Harry Capehorn (Ufficiale delle giubbe rosse).
- Ascolti USA: telespettatori 1 450 000 – rating 18-49 anni 0,2%[15]